# Благовещение (битолска болница)
Вижте пояснителната страница за други значения на Благовещение.
„Свето Благовещение“ (на гръцки: Νοσοκομείο „Ευαγγελισμός“) е болница в Битоля. Тя е най-старата общинска болница в града и изобщо на цялата територия на днешна Северна Македония.
Болницата е построена е през 1829 година с дарение от братята Димитриос и Пиникас. По-късно се поддържа от Адам Никарусис. През ХІХ век принадлежи на гръцката община в града, която я поддържа финансово. Лечението на патриаршистите в нея е безплатно. През 1901 година е открита новата сграда на същото място, която разполага със 100 болнични легла и съвременна операционна зала.
Болницата е унищожена при бомбардировките от 1917 година по време на Първата световна война..